# カルミネ・アバーテ
カルミネ・アバーテ（Carmine Abate、1954年10月24日 - ）はイタリア人の作家。

## 経歴
1954年、イタリア南部カラブリア州の小村カルフィッツィに生まれる。
少数言語アルバレシュ語の話される環境で育ち、イタリア語は小学校で学ぶ。バーリ大学で教員免許を取得、ドイツ・ハンブルクでイタリア語教師となり、1984年にドイツ語で初めての短篇集『かばんを閉めて、行け！』を発表した。
1990年代半ばに北イタリアのトレント県に移住し、現在まで同地で生活を送る。
イタリア語で執筆した『円舞』（1991年）で本格的に小説家としてデビュー。
『帰郷の祭り』（2004年）でカンピエッロ賞最終候補となり、2012年に『風の丘』で第50回カンピエッロ賞を受賞した。

## 日本語訳
- 『風の丘』関口英子訳、新潮社、新潮クレスト・ブックス、2015年
- 『偉大なる時のモザイク』栗原俊秀訳、未知谷、2016年
- 『帰郷の祭り』栗原俊秀訳、未知谷、2016年
- 『ふたつの海のあいだで』関口英子訳、2017年、新潮社、新潮クレスト・ブックス、2017年
- 『海と山のオムレツ』関口英子訳、新潮社、新潮クレスト・ブックス、2020年

## 作品
- Il ballo tondo (1991)　『円舞』
- Dimore(1992)
- Di noi(1992)
- Il muro dei muri (1993)　『壁の中の壁』
- Shtegtimi i unazës, Pejë (1994)
- Terre di andata (1996)
- La moto di Scanderbeg (1999)　『スカンデルベグのバイク』
- Tra due mari (2002)　『ふたつの海のあいだで』
- La festa del ritorno (2004)　『帰郷の祭り』
- Il mosaico del tempo grande (2006)『偉大なる時のモザイク』
- Gli anni veloci (2008)
- Vivere per addizione (2010)  『足し算の生』(短篇集)
- La collina del vento (2012)　『風の丘』
- Le stagioni di Hora  (2012)  『ホラの季節』(『円舞』『スカンデルベグのバイク』『偉大なる時のモザイク』をまとめた作品集)
- Il bacio del pane (2013)
- La felicità dell'attesa (2015)　『待つ幸福』